# Baby-Brousse
Baby-Brousse este un automobil bazat pe caroseria lui Citroen 2CV. Automobilul se aseamănă cu un Citroen Méhari dar, în același timp, seamănă ca și concept cu Citroen FAF. Acest automobil a fost un succes, vânzându-se peste 31.000 între 1963 și 1987. Întreaga caroserie a fost construită din tablă, ea fiind prinsă de șasiu cu șuruburi.